# Mycena galopus
Mycena galopus é uma espécie de cogumelo da família Mycenaceae. É encontrado na Europa e na América do Norte.